# Neskucine, Bilopillea
Neskucine (în ucraineană Нескучне) este un sat în comuna Iskrîskivșciîna din raionul Bilopillea, regiunea Sumî, Ucraina.

## Demografie
Componența lingvistică a localității Neskucine
     Ucraineană (75%)
     Rusă (25%)
Conform recensământului din 2001, majoritatea populației localității Neskucine era vorbitoare de ucraineană (75%), existând în minoritate și vorbitori de rusă (25%).